# Roding Valley metróállomás
A Roding Valley a londoni metró egyik állomása a 4-es zónában, a Central line érinti.

## Története
Az állomást 1936. február 3-án adták át a London & North Eastern Railway részeként. 1947. november 29-én megszűnt, 1948. november 21-én a Central line megállójaként nyitották újra.

## Forgalom
| Járat | Útvonal                                                      | Gyakoriság    |
| ----- | ------------------------------------------------------------ | ------------- |
|       | Hainault – Grange Hill – Chigwell – Roding Valley – Woodford | 20 percenként |

## Átszállási kapcsolatok
| Állomás       | Átszállási kapcsolatok       |
| ------------- | ---------------------------- |
| Roding Valley | Helyi buszok (Roding Valley) |

## Fordítás
- Ez a szócikk részben vagy egészben  a   Roding Valley tube station című angol Wikipédia-szócikk fordításán alapul.  Az eredeti cikk szerkesztőit annak laptörténete sorolja fel. Ez a jelzés csupán a megfogalmazás eredetét és a szerzői jogokat jelzi, nem szolgál a cikkben szereplő információk forrásmegjelöléseként.